# ترسیده در حد مرگ
ترسیده در حد مرگ (به انگلیسی: Scared to Death) فیلمی ۶۵ دقیقه‌ای به کارگردانی کریستی کابان با بازی بلا لوگوسی است.